# Книга Сун
Книга Сун (кит. трад. 宋書, упр. 宋书, пиньинь Sòng Shū) («История Сун», «Сун шу») — официальная историческая хроника династии Лю Сун, первой из четырёх Южных династий в истории Китая с 420 г. по 479 г. н. э. Входит в число 24 книг Династийных историй императорского Китая. Была написана известным учёным, политическим деятелем и литератором Шэнь Юэ (502—557) во время династии Лян и содержала на момент написания 100 свитков (цзюаней), из которых 10 включали биографии императоров, 60 — различные трактаты и 30 — обычные и коллективные биографии.
Ко времени Империи Сун, некоторые из книг были утеряны. Позднейшие редакторы восстановили эти книги, взяв материал из Истории Южных династий и некоторых других малых хроник.

## Китайский текст
- 沈約, 宋書 (100卷), 北京 (中華書局), 1973 (Шэнь Юэ, Книга Сун (100 книг), Пекин (Zhōnghuá Shūjú)), 1973, в 4-х томах, 2471 с.